# Hoge vuurtoren van IJmuiden
De hoge vuurtoren van IJmuiden is een ronde, roodbruine, gietijzeren toren die is ontworpen door Quirinus Harder en is gebouwd tussen 1877 en 1878 door D.A. Schretlen & Co uit Leiden.
De toren heeft een hoogte van 43,3 meter en vormt samen met de lage vuurtoren van IJmuiden een lichtenlijn die de IJgeul en ingang van de haven markeren. De toren telt tien verdiepingen en 159 treden en was identiek aan de gelijktijdig gebouwde lage vuurtoren.
In november 1988 werd het oude lichthuis vervangen door een nieuw exemplaar. Jarenlang stond het oude lichthuis op de kade voor Museum Vlaardingen. Sinds 2019 doet het dienst als kiosk op het stadsstrand van Vlaardingen.
De vuurtoren is een rijksmonument en de terp waarop de toren staat een gemeentelijk monument. De toren is niet bemand en niet geopend voor het publiek.

## Licht
Het licht heeft een lichtsterkte van 3.500.000 candela en een zichtbaarheid van 29 zeemijlen (ruim 53 kilometer). Het licht schittert elke 5 seconde (300 milliseconde "aan" en dan 4,7 seconde "uit"). Dit licht is alleen zichtbaar op de koersen 19° tot 199° (met andere woorden alleen op zee zichtbaar).

Overdag is het een vast wit licht met een dracht van 5 zeemijl (zichtbaar op koersen van 90½° tot 110½°) wat samen met het hoge licht een lichtenlijn geeft van 100½°.